# Pozzaglia Sabina
Pozzaglia Sabina är en ort och kommun i provinsen Rieti i regionen Lazio i Italien. Kommunen hade 323 invånare (2018).